# Saxsprint

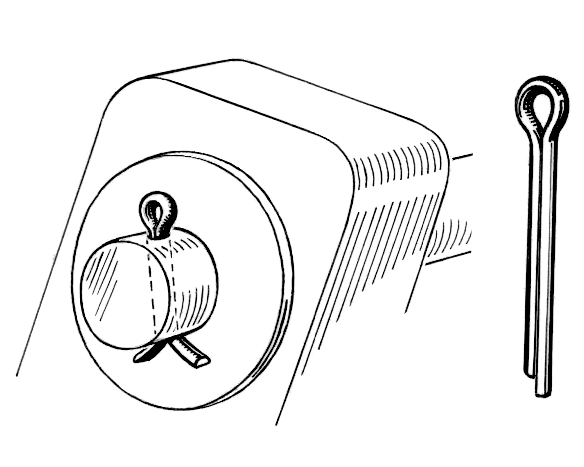
Saxsprint

En saxsprint (även saxpinne) är ett mekaniskt fästelement som består av ett dubbelvikt stålband eller tråd. Den del på sprinten som är delbar förs igenom ett hål i komponenten, varefter den delas och de två delarna böjs åt varsitt håll. Saxsprinten används ofta för att förhindra att en bult eller axel åker ur dess hål eller muttrar att gänga av sig på egen hand. Hålet är då borrat genom den gängade delen, och saxsprinten förs igenom som en stoppinne.

## Konstruktion
En nytillverkad saxsprint har platta ytor som har kontakt med varandra längs den delen som ska föras in i hålet i axeln eller delen som ska låsas fast. Tvärsnittet liknar då en cylinder. När sprinten monteras i hålet böjs trådarna åt varsin sida, vilket håller sprinten på plats. När sprinten demonteras är rekommendationen att byta ut sprinten mot en ny vid återmontering, detta på grund av försvagning i materialhållfastheten vid böjningen.  

### Storlekar
Storlekar för saxsprintar är standardiserade.
| Nominell diameter [mm] | Hålstorlek [mm] | Axelstorlek [mm] |
| ---------------------- | --------------- | ---------------- |
| 1.5                    | 1.9             | 6                |
| 2                      | 2.4             | 8                |
| 2.5                    | 2.8             | 10               |
| 3                      | 3.4             | 12, 14           |
| 4                      | 4.5             | 20               |
| 5                      | 5.6             | 24, 28           |
| 6                      | 6.3             | 30, 36, 42       |
| 8                      | 8.5             | 48               |